# 克拉旺 (伊夫林省)
克拉旺（法語：Cravent，法語發音：[kʁavɑ̃]）是法国伊夫林省的一个市镇，属于芒特拉若利区。

## 地理
克拉旺（48°59'28"N, 1°29'17"E）面积6.13 平方千米，位于法国法蘭西島大區伊夫林省，该省份为法国北部内陆省份，北起瓦兹河谷省，西接厄尔省，西南接厄尔-卢瓦省，东南接埃松省，东临上塞纳省。
与克拉旺接壤的市镇（或旧市镇、城区）包括：布勒伊蓬、维勒加、维利耶昂代瑟夫尔、绍富尔莱博尼耶尔、洛穆瓦。

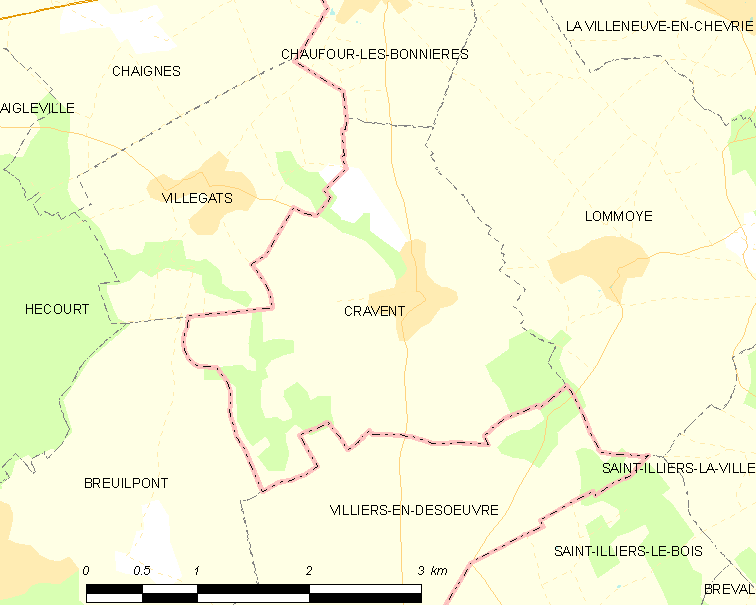
的OSM定位图

克拉旺的时区为UTC+01:00、UTC+02:00（夏令时）。

## 行政
克拉旺的邮政编码为78270，INSEE市镇编码为78188。

## 政治
克拉旺所属的省级选区为塞纳河畔博尼耶尔县。

## 人口

1962-2008年间人口变化图示

克拉旺于2022年1月1日时的人口数量为436人。